# Unione Sportiva Reggina 1933-1934
Questa pagina raccoglie i dati riguardanti l'Unione Sportiva Reggina nelle competizioni ufficiali della stagione 1933-1934.

## Stagione
La squadra, allenata per la seconda stagione consecutiva dall'ungherese Ferenc Plemich, ha concluso il girone H della Prima Divisione 1933-1934 al quarto  posto.
Miglior marcatore stagionale fu Bolognesi con 9 reti. A seguire Stoppa con 7, Bertini con 6, Faccenda e Grandis con 5, Bottaro e Gaetano con 4, Lenzi, Vigilante II; Fossati e Coppo con 1 rete.

## Rosa
| N. |                   | Ruolo | Calciatore        |
| -- | ----------------- | ----- | ----------------- |
|    | Italia (bandiera) | P     | Mario Brusa       |
|    | Italia (bandiera) | P     | Stevan Tommei     |
|    | Italia (bandiera) | D     | Eros Recordati    |
|    | Italia (bandiera) |       | Coppo             |
|    | Italia (bandiera) |       | Giovanni Montani  |
|    | Italia (bandiera) |       | Lenzi             |
|    | Italia (bandiera) |       | Edmondo Ansaloni  |
|    | Italia (bandiera) |       | Fossati           |
|    | Italia (bandiera) |       | Grandis           |
|    | Italia (bandiera) |       | Antonio Bolognesi |
|    | Italia (bandiera) |       | Pietro Bottaro    |

| N. |                   | Ruolo | Calciatore        |
| -- | ----------------- | ----- | ----------------- |
|    | Italia (bandiera) | A     | Giovanni Faccenda |
|    | Italia (bandiera) |       | Silvano Stoppa    |
|    | Italia (bandiera) |       | Ermanno Gobet     |
|    | Italia (bandiera) |       | Furlani           |
|    | Italia (bandiera) |       | Vigilante I       |
|    | Italia (bandiera) |       | Natale Pisani     |
|    | Italia (bandiera) |       | Valentino         |
|    | Italia (bandiera) |       | Renato Bertini    |
|    | Italia (bandiera) |       | Vigilante II      |
|    | Italia (bandiera) |       | Porcino           |
|    | Italia (bandiera) |       | Gaetano           |